# Jørgen Wæver Johansen
Jørgen Wæver Johansen (født 21. september 1972 i Esbjerg i Danmark) er en grønlandsk politiker. Han repræsenterer partiet Siumut. 
Han blev født i Danmark, søn af en dansk mor og en grønlandsk far, men flyttede til Sisimiut sammen med sine forældre, da han var 6 år gammel. Tre år senere flyttede familien til bygden Attu ved Aasiaat. Jørgen Wæver Johansen har en International Baccalaureate fra Lester B. Pearson College of the Pacific på Vancouver Island i British Columbia, Canada. Efterfølgende har han studeret Political Science (Statskundskab) ved Carleton University, Ottawa, og McGill University i Montreal, Canada. Han færdiggjorde dog ikke sine studier førend han indledte sit virke i Grønland.
Hans politiske karriere startede for alvor i 1999, da han blev valgt til Landstinget, hvor han bl.a. var formand for Finansudvalget. Herudover har han haft fire ministerposter 
- Landsstyremedlem for Sociale Anliggender og Arbejdsmarked Nov. 1999 - Sept.2001.
- Landsstyremedlem for Boliger og Infrastruktur Sept. 2001 - Nov. 2002.
- Landsstyremedlem for Selvstyre, Mineralske Råstoffer og Justitsområde, Aug. 2003 - Maj 2005.
- Landsstyremedlem for Boliger, Infrastruktur og Mineralske Råstoffer, Dec. 2005 - Jan. 2007.

I januar 2007 valgte han at fratræde sit embede, idet han blev ansat som adm. direktør i Greenland Venture, dermed overtog Kim Kielsen som Landsstyremedlem for Bolig og Infrastruktur. Jørgen Wæver Johansen fratrådte posten i Greenland Venture i 2010, hvorefter han har været privat erhvervsdrivende. Han vendte imidlertid tilbage til politik i 2013, hvor han d. 2. april fik flest personlige stemmer ved kommunalvalget i Sydgrønland, for herefter at blive Borgmester for Sydgrønlands 3 byer og 11 bygder. 